# Адил-хан II Фаруки
Адил-хан II Шах-и-джхаркунд («Царь лесов») (ум. 8 апреля 1503, Бурханпур) — султан Хандеша из династии Фаруки в 1457—1503 годах.

## Биография
Адил-хан II был старшим сыном султана Мирана Мубарак-хана I, которому наследовал в июне 1457 года (по другим данным, в 1456 году). В период его правления Хандешский султанат достиг значительного процветания и внутренней консолидации. В результате восточных походов власти Адил-хана покорились индусские раджи Гондваны и Джаркханда, в результате чего Адил-хан II нринял титул Шах-и-джхаркунд («Царь лесов»).
Во время своего правления Адил-хан II сделал столицей султаната город Бурханпур, существенно отстроив его. При нём была возведена касба Бурханпура и построено множество великолепных дворцов. Кроме того, Адил-хан существенно расширил и укрепил крепость Асиргарх, окружив её сильными внешними укреплениями под названием Маллигур.
Несмотря на то, что со времён Адил-хана I (1437—1441) правители Хандеша были данниками Гуджаратского султана, Адил-хан II заявил о своей независимости от него и прекратил выплату дани. В ответ на это в 1498 году (по другим данным, в 1488—1489) сильная гуджаратская армия султана Махмуд-шаха I Бегары вошла в Хандеш. Предвидя неминуемое поражение, Адил-хан II согласился вновь признать себя вассалом Гуджарата и возобновить выплату дани и уплатить долги по ней за прошедшие годы, после чего армия Гуджарата вернулась домой.
Через пять лет после этих событий, 8 апреля 1503 году (по другим данным, в 1491 году), Адил-хан II умер после 46-летнего правления, передав престол своему брату Дауд-хану. Согласно пожеланию Адил-хана, его похоронили рядом с дворцом Даулат-Меидан в Бурханпуре.